# Krk (sziget)
Krk (olaszul: Veglia, ča horvátul: Khark) Horvátország és az Adriai-tenger legnagyobb  szigete a szomszédos Cres szigetével együtt. Az  alkalmazott területszámítási módszertől függően a két sziget egymáshoz viszonyított mérete változhat.
Hossza 38 km, legnagyobb szélessége 13 km, tengerpartjának hossza majdnem 200 km. Lakossága 20 165 fő, ezzel Horvátország legnépesebb szigete a maga 68 településével. A fő megélhetési forrást  a földművelés, a szőlészet, a gyümölcstermesztés, az állattenyésztés és a turizmus jelenti a szigeten lakóknak. A napsütéses órák száma a szigeten: 2500 óra/év.

## Fekvése
A sziget az Adriai-tenger északi részén, Fiume közelében a Kvarner-öbölben helyezkedik el. A szárazföldtől a Vinodoli-csatorna és a Velebit-csatorna választja el.
Általában dombos, nagyobb emelkedések csak a déli részein vannak, legmagasabb pontja az Obsova (569 m). 
Sok kikötőnek is alkalmas öböl teszi változatossá. Nyugati része lankás, míg keleti tájait kevésbé tagolt vidék, meredek, hegyes sziklák, lombos erdők és kevés település jellemzi.
Keleti partja a szárazföld felé néz, déli partja a Cres-sziget irányába. 1980 óta a Krki híd, a világ egyik leghosszabb (1430 méter) betonhídja köti össze a szigetet a szárazfölddel Kraljevica települése mellett.

## Történelme

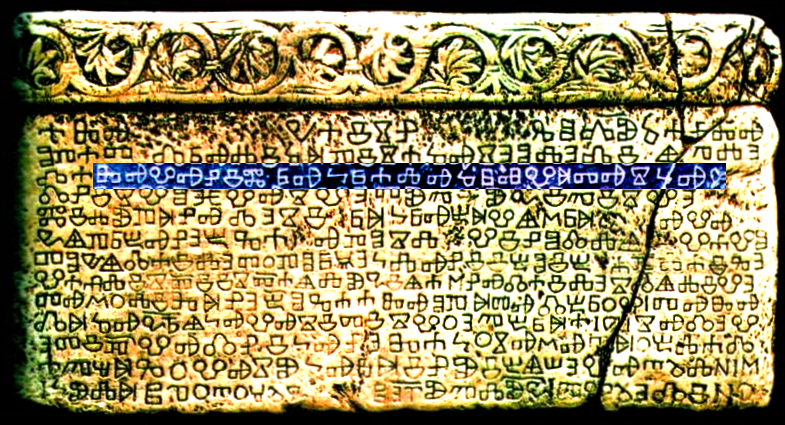
Baškai kőtábla a 12. századból, a horvát nyelv első írásos emléke

A középkorban a horvát írásbeliség fellegvára volt, mígnem napjainkra az Adria egyik legkedveltebb turisztikai célpontjává nőtte ki magát. A sziget az időszámítás előtti 10. századtól lakott. Krk első lakói liburni törzsek voltak. A többi horvát sziget történelméhez hasonlóan Krk szigetet is elfoglalta a Római Birodalom. Ők a szigetet Curictának hívták, és ők alapították Curicumot, vagyis a mai Krk várost. A római megszállás alatt - a római polgárháború idején - Krk város öblében vívott tengeri csatát Caesar és Pompeius. A 6. században horvát kézre került Krk. A horvát uralmat velencei, francia, bizánci, osztrák, majd az első és második világháború alatt olasz és német fennhatóság követte. Horvát kézben csak a 6. és a 15. században volt egy kis ideig. Végül a 20. században került vissza Krk sziget az anyaországhoz, Horvátországhoz. A Krk szigeti Baškán találták meg a horvát nyelv legrégebbi írásos emlékét, a Baškai kőtáblát. Az eredeti táblát a zágrábi Horvát Tudományos Akadémiában őrzik. Baškán ennek másolatát tekinthetjük meg.   
Krk város harcias történelmét leginkább a 12. században az óváros köré épített erődítmény jellegű bástyafalak jellemzik. A kikötőt védelmező ötszögletű bástya a 15. században a velencei uralom alatt épült. Az óvárosba a Kamplin bástya mellett levő városkapun keresztül juthatunk be. A bástya falában a Frangepán-címer maradványait fedezhetjük fel, melyen egy oroszlán kenyeret tép, és egy római sírkőmaradvány tanúskodik a múltról.

## Népesség
A népesség alakulását a következő táblázat mutatja be:
| Év    | 1525   | 1527   | 1539  | 1603  | 1636  | 1727  | 1770  | 1853   | 1880   | 1890   | 1921   | 1931   | 1948   | 1953   | 1961   | 1971   | 2011   |
| Lakos | 10.000 | 10.461 | 8.000 | 6.637 | 5.000 | 8.000 | 9.571 | 15.570 | 18.089 | 22.230 | 20.842 | 20.043 | 17.689 | 16.820 | 14.548 | 13.110 | 20.165 |

## Települései

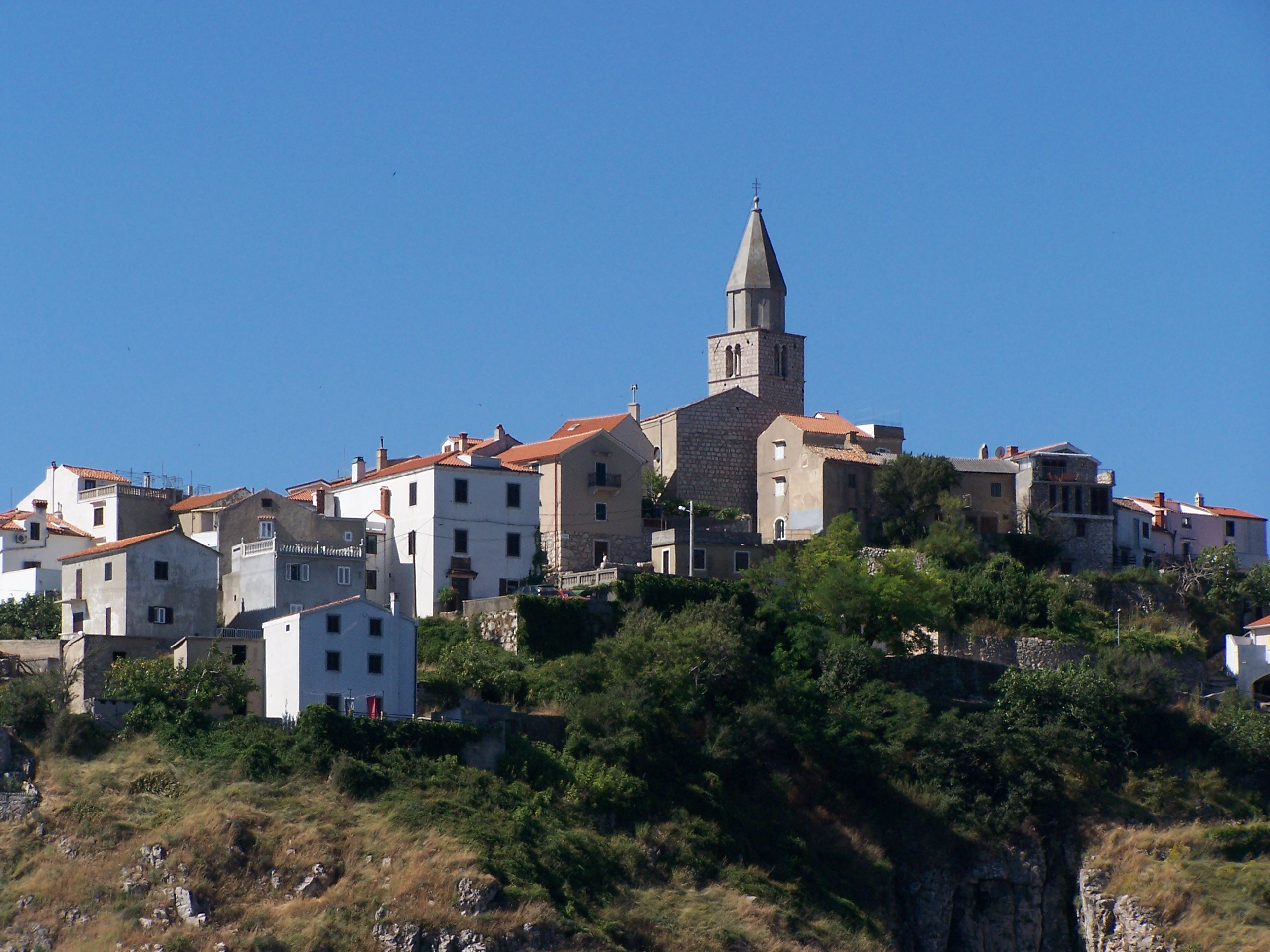
Vrbnik látképe

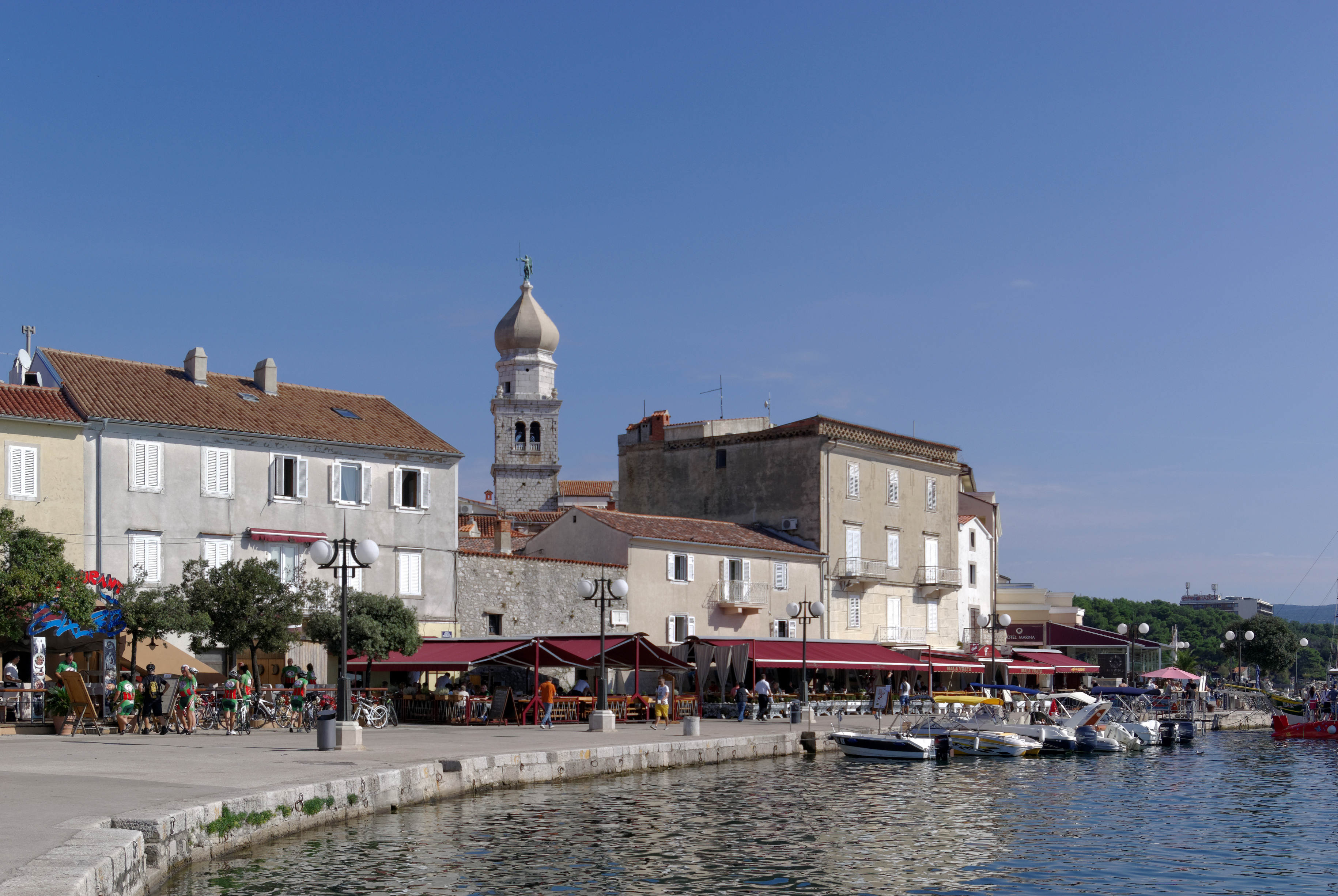
Krk város kikötője

Krk szigetén összesen 68 település található, ezek:
- Baška község: Baška, Batomalj, Draga Bašćanska, Jurandvor (4)
- Dobrinj község: Čižići, Dobrinj, Dolovo, Gabonjin, Gostinjac, Hlapa, Klanice, Klimno, Kras, Polje, Rasopasno, Rudine, Soline, Sužan, Sveti Ivan Dobrinjski, Sveti Vid Dobrinjski, Šilo, Tribulje, Žestilac, Županje (20)
- Krk város: Bajčići, Brusići, Brzac, Kornić, Krk, Lakmartin, Linardići, Milohnići, Muraj, Nenadići, Pinezići, Poljica, Skrbčići, Vrh, Žgaljići (15)
- Malinska-Dubašnica község: Barušići, Bogovići, Kremenići, Ljutići, Malinska, Maršići, Milčetići, Milovčići, Oštrobradić, Porat, Radići, Sabljići, Sršići, Strilčići, Sveti Anton, Sveti Ivan, Sveti Vid-Miholjice, Turčić, Vantačići, Zidarići, Žgombići (21)
- Omišalj község: Omišalj, Njivice (2)
- Punat község: Punat, Stara Baška (2)
- Vrbnik község: Garica, Kampelje, Risika, Vrbnik (4)

## Közlekedés
A közlekedés gerincét a Krki hídon át a sziget közepén húzódó 102-es főút alkotja, amelyről Valbinska kompkikötő felé ágazik le a 104-es főút. Vasútvonala nincsen. Szárazföldi kapcsolatot 1980. július 19-én kapott, az eredetileg Tito névre keresztelt két külön nyílású Kvarner-öböl felett ívelő Krki híd révén. A szigeten Szigeti transzverz néven kerékpáros utat alakítottak ki a legfőbb látnivalókat összekapcsolva. Önálló bicikliút Krk és a 102-es 104-es főutak csomópontja között épült ki, mintegy 10 km-en. Vitorlás- és halászkikötő minden parti településen rendelkezésre áll. Az Adria-kőolajvezetéket kiszolgálandó tankerkikötő található Omišalj nyugati oldalán.
A Krk-sziget repülőgéppel is elérhető, hiszen Omišalj mellett nemzetközi reptérrel is rendelkezik.

## Idegenforgalma
A Krk Szépítését Szorgalmazó Társaság első okiratának létrehozásával 1897 februárjában indult meg az idegenforgalom. Népszerű üdülőhelyei Omišalj, Njivice, Malinska, Šilo és Baška. Érdemes kirándulni a Biserujka cseppkőbarlangba, a baškai akváriumba, Krk városba vagy a Punattal szemben fekvő apró Košljun-sziget kolostorába.   
A sziget északi részén fekvő Omišalj mellett a nemzetközi Fiumei repülőtér (RJK) könnyíti meg a megközelítés lehetőségét.

## Galéria

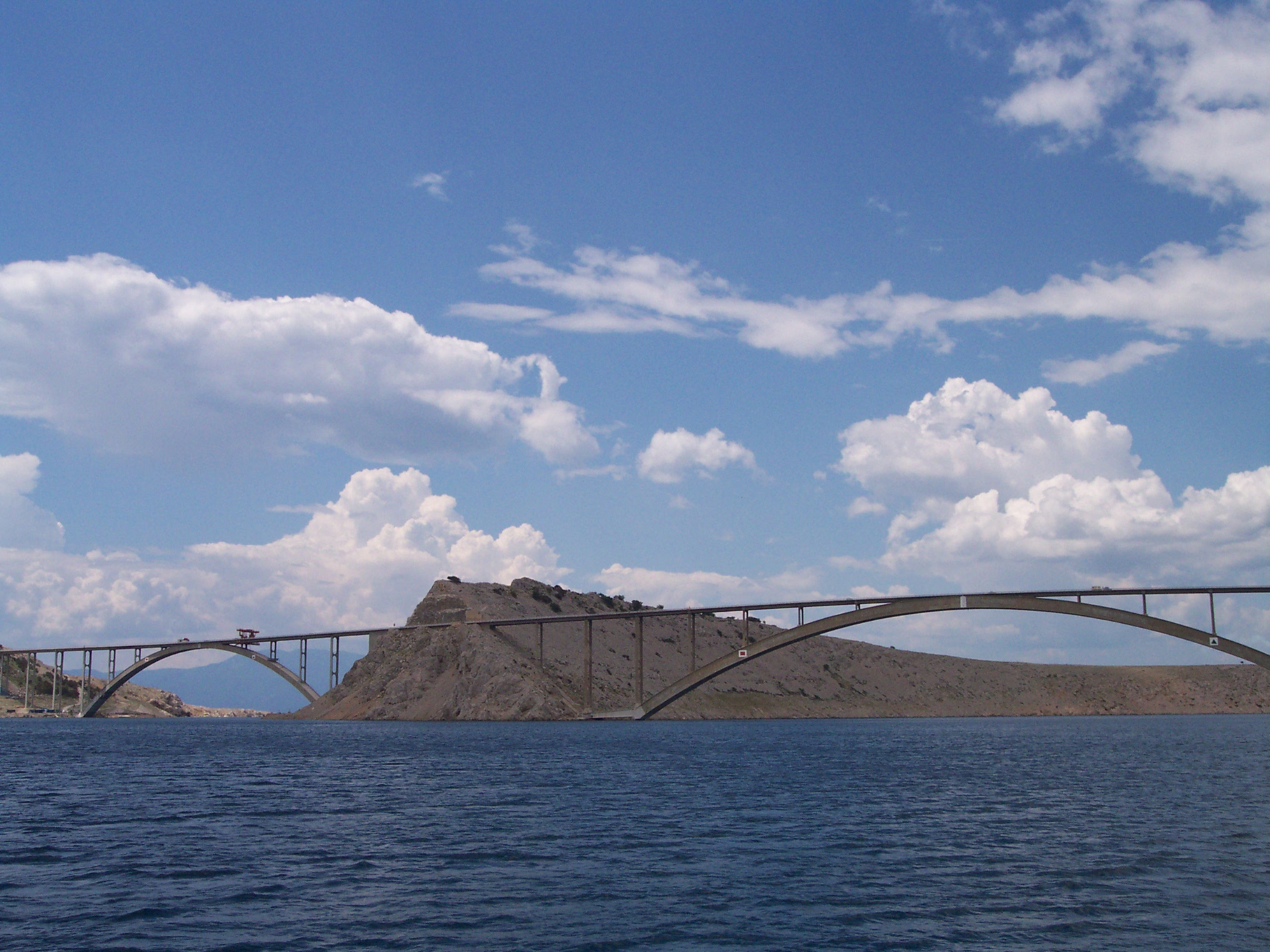
A krki híd
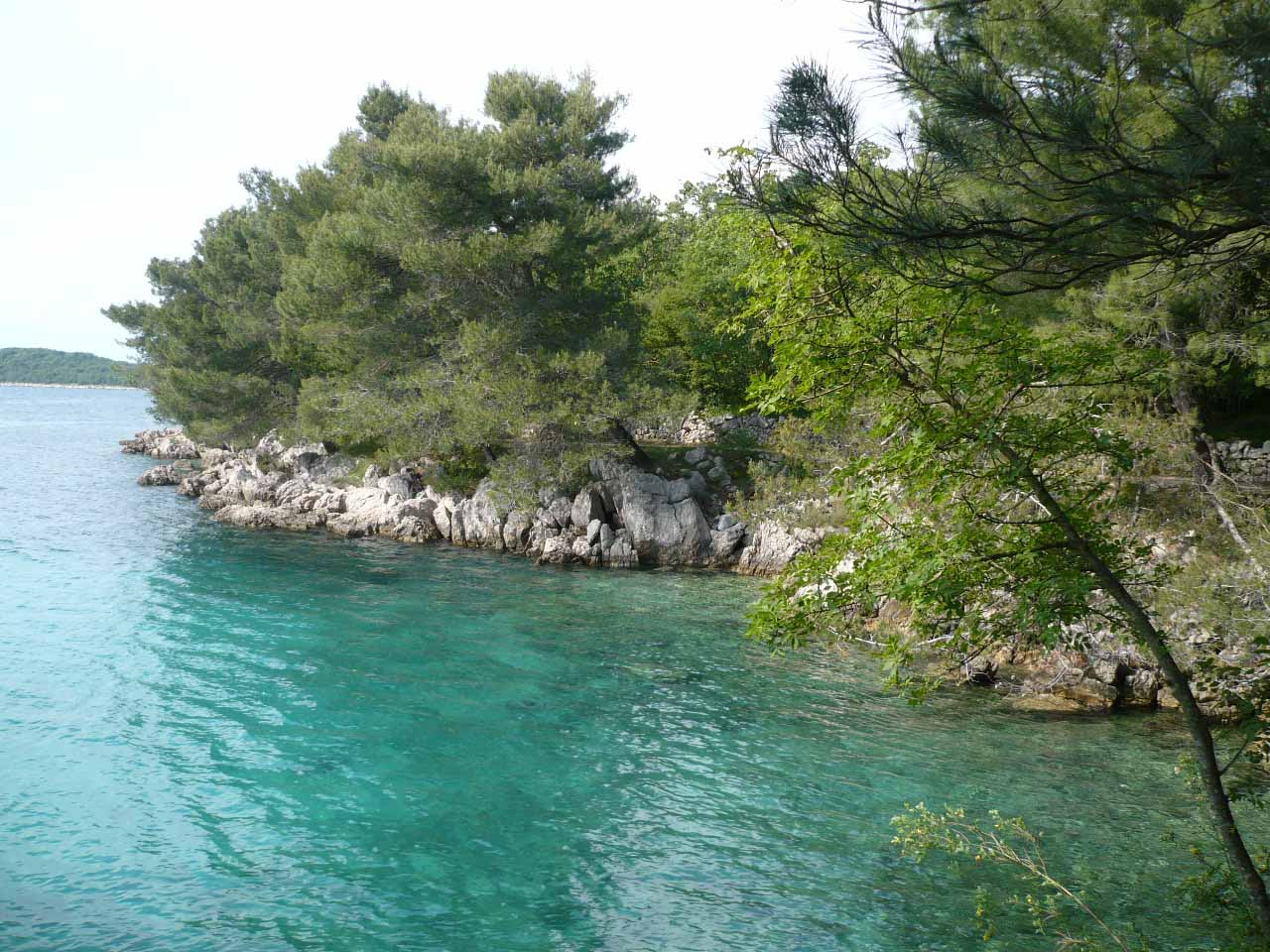
Jellemző part és strand részlet
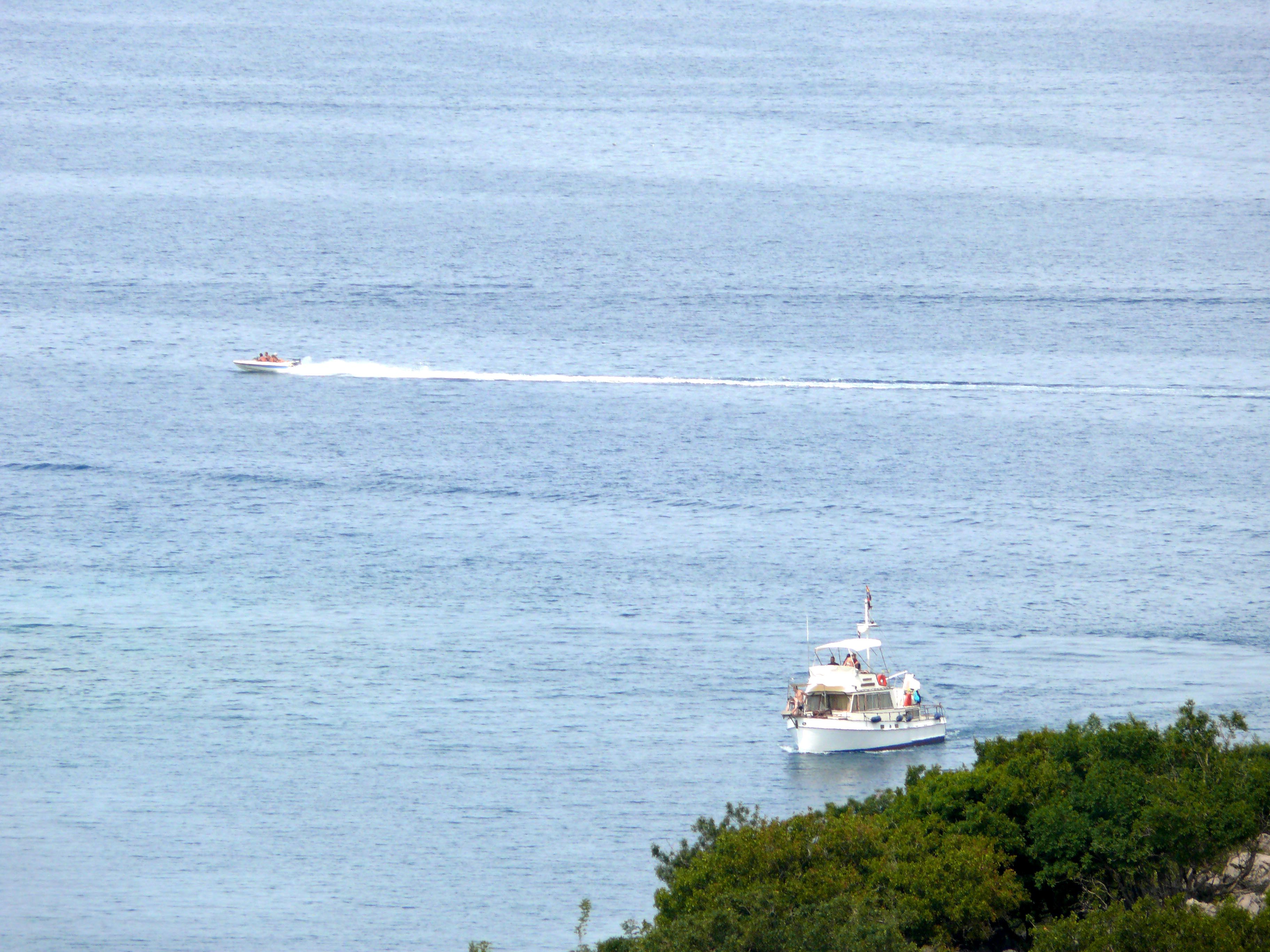
Krk szigeti hangulat
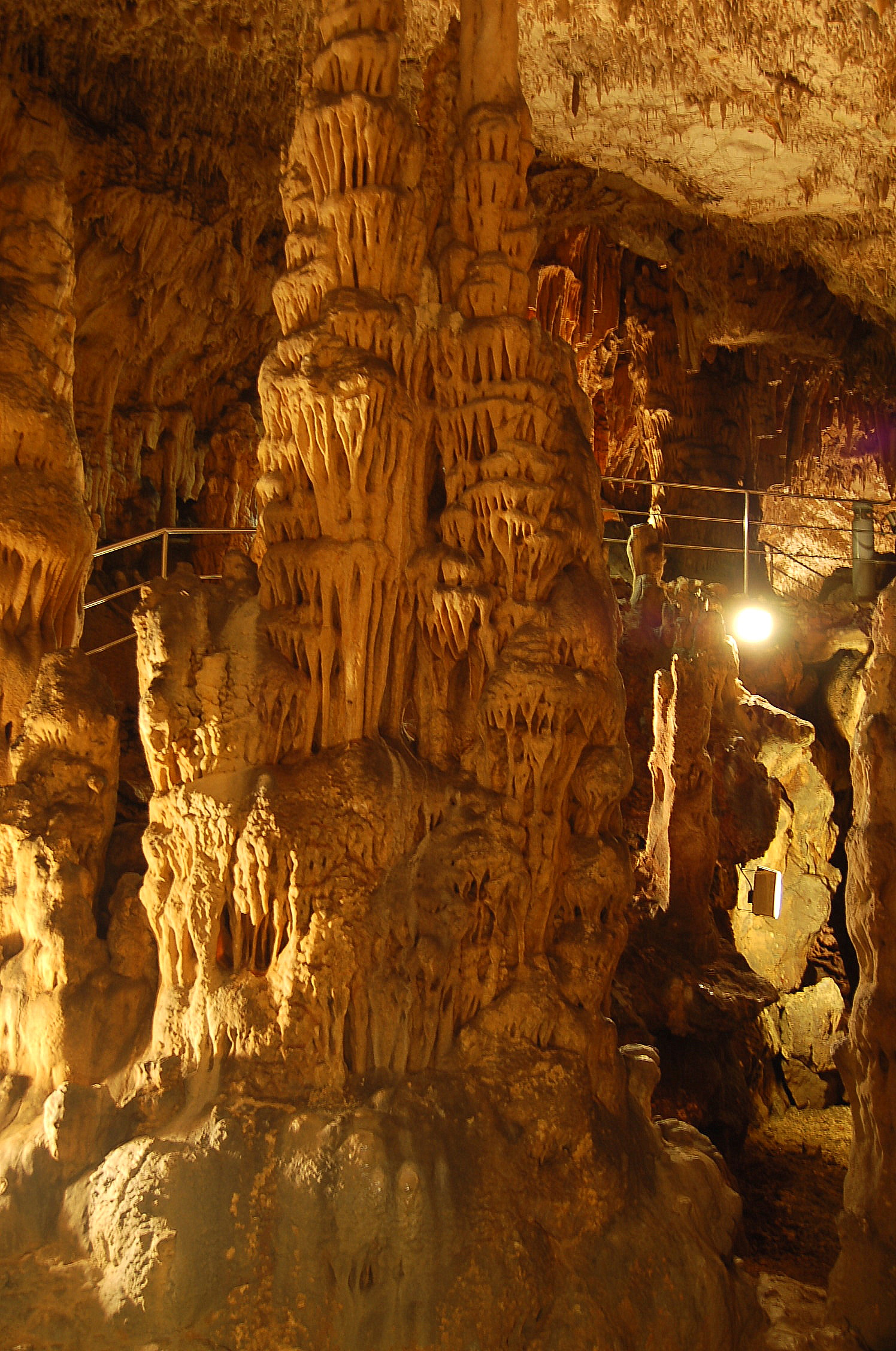
Cseppkő a Biserujka barlangban Dobrinj mellett
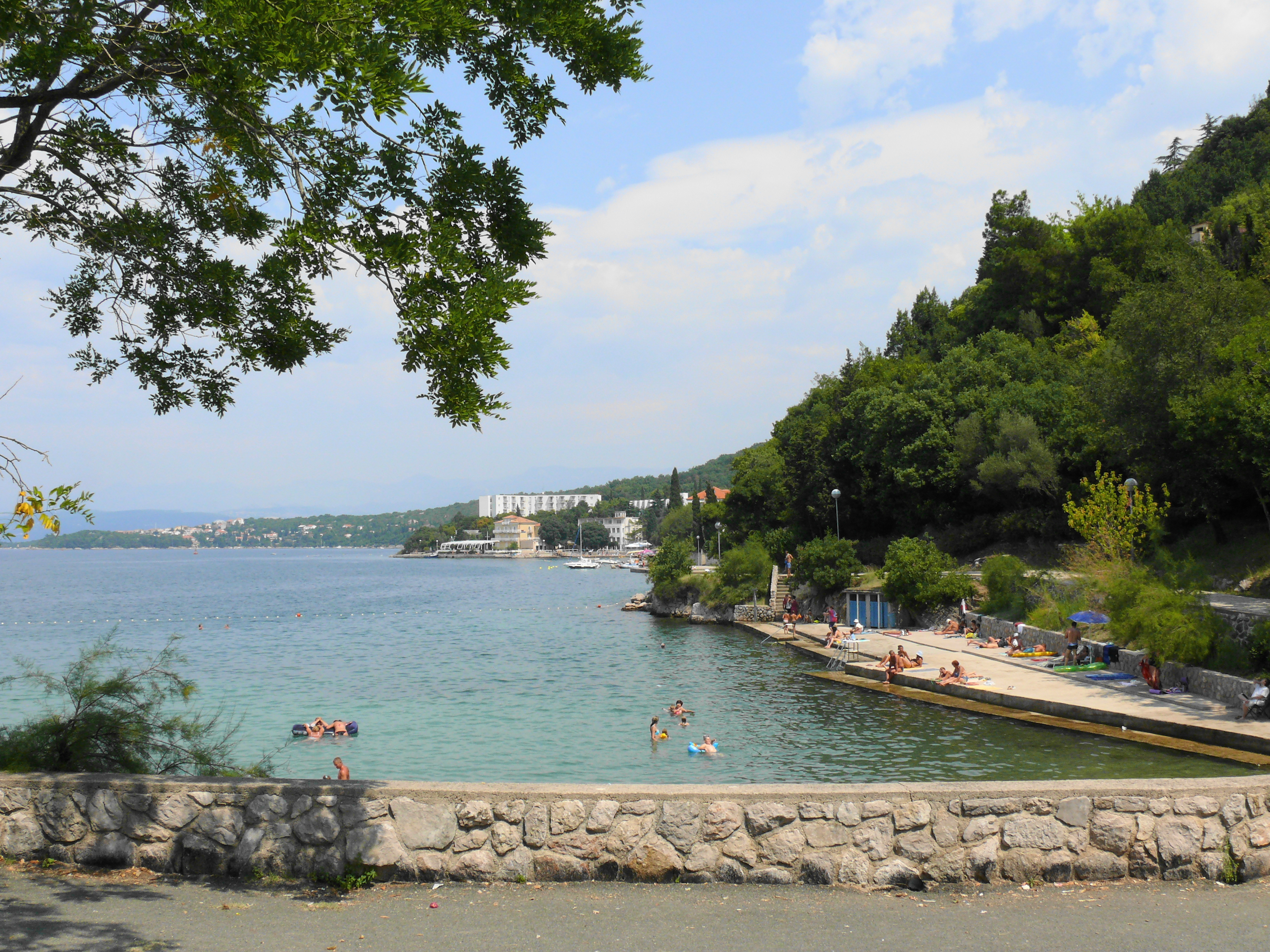
Omišalji strand

## Fordítás
- Ez a szócikk részben vagy egészben az Krk című német Wikipédia-szócikk fordításán alapul.  Az eredeti cikk szerkesztőit annak laptörténete sorolja fel. Ez a jelzés csupán a megfogalmazás eredetét és a szerzői jogokat jelzi, nem szolgál a cikkben szereplő információk forrásmegjelöléseként.